# Adriaan Swaen
Adriaan Ernst Hugo Swaen (Haarlem, 9 februari 1863 - Amsterdam, 28 oktober 1947) was de eerste hoogleraar in de Engelse taal- en letterkunde aan de Universiteit van Amsterdam.

## Biografie

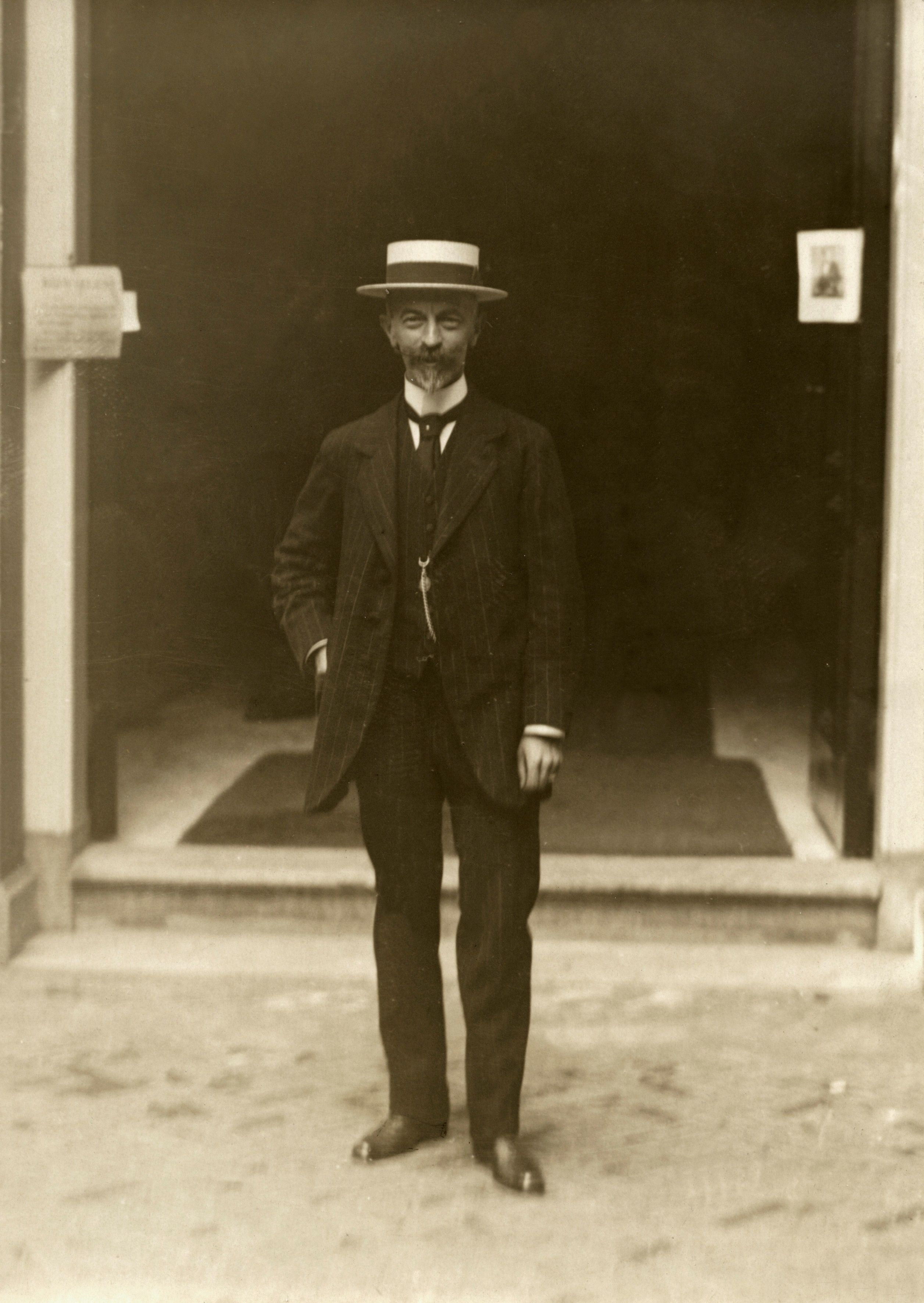
Swaen (1916)

Swaen was de zoon van Hugo Anthony Peter Swaen en Hendrina Elisabeth Rocker. Nadat hij zijn gymnasiumopleiding had voltooid, bracht hij twee jaar (van 1882 tot 1884) in Engeland door om taalvaardigheid op te doen. Hierna legde hij het middelbaar staatsexamen af en was vervolgens leraar in Almelo, Nijmegen en vanaf 1890 aan het stedelijk gymnasium te Amsterdam. Hij trouwde op 16 april 1891 met Henriëtte de Vos.
In 1905 werd hij benoemd tot lector aan de Rijksuniversiteit van Groningen en in 1913 tot hoogleraar aan de universiteit van Amsterdam. De titel van zijn inaugurele rede was De Wetenschappelijke Beoefening van het Engelsch hier te lande. Deze rede verscheen in druk, werd uitgegeven bij J.B. Wolters te Groningen en was voor ƒ 0,75 te koop. In 1933 ging hij op zeventigjarige leeftijd met emeritaat.
Swaen was van 1898 tot 1927 lid van de commissie belast met het afnemen examens middelbaar Engelsch. Later was hij onder-voorzitter en voorzitter van deze commissie. Van deze commissie waren P.Harting en E. Kruisinga plaatsvervangende leden. De examens werden afgenomen in Leiden.

## Persoonlijk leven
Naast de taalwetenschappen hield hij zich ook bezig met geheel andere zaken, zoals blijkt uit een schenking uit zijn nalatenschap aan de Koninklijke Bibliotheek van zijn verzameling excerpten, aantekeningen en enkele gedrukte stukken betreffende valken en valkerij, waarvan hij de auteur was.
Hij was voorzitter van de Vereeniging tot Bescherming van Vogels en bestuurslid van de Vereeniging tot Behoud van Natuurmonumenten.

Verder was hij lid van de Nederlandse Commissie voor Internationale Natuurbescherming.
Kort voor zijn benoeming tot hoogleraar in Amsterdam werd Swaen in Groningen een eredoctoraat in de Nederlandse letteren verleend.

Swaen was ridder in de Orde van de Nederlandse Leeuw.